# Lucjan Błaszczyk
Lucjan Błaszczyk est un joueur de tennis de table polonais né le 28 décembre 1974. Champion de Pologne 1996 et 2005, il a aussi été sacré champion d'Allemagne avec son club en 1999, 2001 et 2002. 
Lors du championnat d'Europe de tennis de table 2009, il obtient la médaille de bronze par équipe en s'inclinant contre l'équipe allemande composée de Timo Boll, Dimitrij Ovtcharov et Christian Süss. Il est aussi lors des mêmes championnats sacré vice-champion d'Europe en double avec Wang Zeng Yi. 